# 飽食の時代
飽食の時代（ほうしょくのじだい）とは、 食物に不自由せず食べ飽きるほどに豊かな食生活ができるようになった時代。

## 概要
食べ飽きるほどに贅沢な食生活をしている社会を言い表した言葉。現代では、2018年現在世界では9人に1人、約8億人が飢餓に苦しみ、発展途上国などでは、食糧不足で食事も十分に摂れずに餓死する子供などが多く存在する反面、欧米や日本など先進国を中心に食物に不自由せず豊かな暮らしをすることで、逆に食べすぎによる肥満や成人病に悩む人々がいる。飢餓に苦しむ人々からは贅沢な悩みにしか見えない。しかし、一方で食物に不自由しない先進国でも、食が細る高齢者と痩せ志向の強い若い女性を中心に栄養失調に陥るケースも散見される。

## 日本

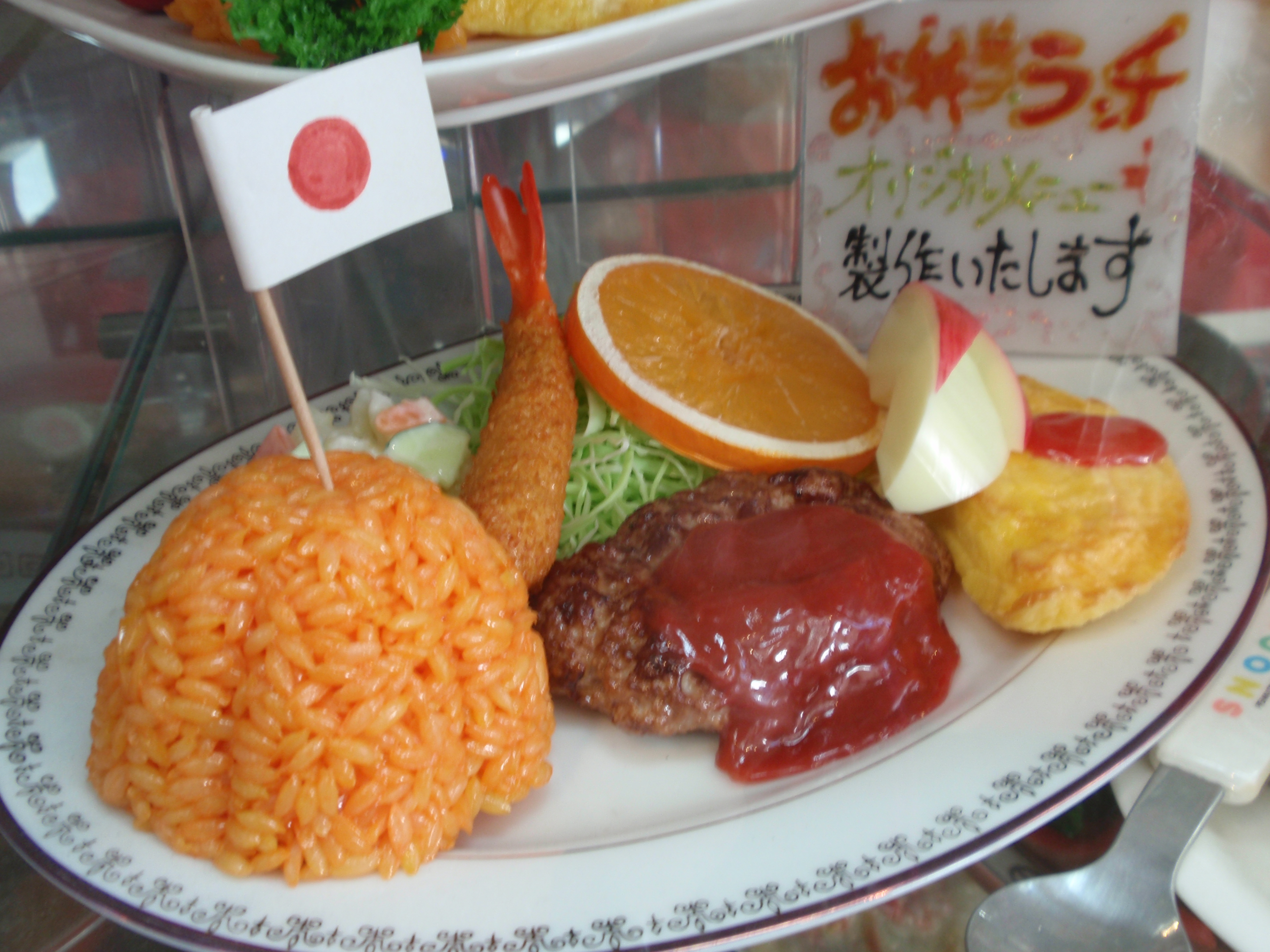
日本では特に1970年代から1990年代にかけて、食生活や社会環境は大きく変化。外食産業が発展し、ハンバーグなどの洋食が普及していった。

1971年（昭和46年）にマクドナルドの日本第1号店がオープンし、当時の日本人の憧れとなる。

日本では第二次世界大戦後の昭和以降、食文化が大きく変化。新しい食べ物が続々と登場すると同時に、高度成長期を背景に飽食の時代を迎えた。
サラダが日本に持ち込まれたのは、第二次世界大戦後のことである。その前の日本には、様々な野菜を生のまま食べる習慣はなく、日本において、公の場で初めてサラダが登場したのは1949年（昭和24年）のクリスマスイブで、当時、GHQの宿舎となっていた帝国ホテルのパーティーの席上で提供されたシーザーサラダが最初である。
明治時代以降に肉食文化が広がりを見せたものの、肉を主役の料理と言えば、すき焼き程度のものであった。この状況に変化が訪れたのは、1970年代以降で、在日朝鮮人・韓国人によって焼肉の文化が伝えられ、広く受け入れられるに至った。牛肉、豚肉を程よい大きさに切り、多種のタレや薬味を付けて食べるこの料理は、白米との相性も良く、日本人の味覚にも合っていた。
1970年代から1990年代にかけて、日本人の食生活や社会環境は大きく変化する。日本が経済的な繁栄や世界各国との関係もあり、食品の輸入が増加する。街中では外食産業が発展し、食を巡る環境は大きく変化する。高度成長期にはハンバーグが登場する。発祥は、ドイツからアメリカへと渡った肉料理からヒントを得て、あるレストランがメニューに取り入れたものだったが、手頃な価格の挽き肉を素材とすることで、家庭料理としても爆発的な人気を獲得した。1970年代にはファミリーレストランが登場し、ハンバーグをはじめ、比較的安価でバラエティに富んだ洋食が提供されるに至った。さらに、ハンバーグが日本の食文化に浸透したのには、ハンバーガー店の登場がある。イギリスを発祥とするサンドイッチをもとに、アメリカで考案されたハンバーガーは、1950年代にはアメリカの国民食と言える程の人気を誇り、1960年代にはハンバーガーのチェーン店が台頭し、1971年（昭和46年）にマクドナルドの日本第1号店がオープンし、当時の日本人の憧れとなった。

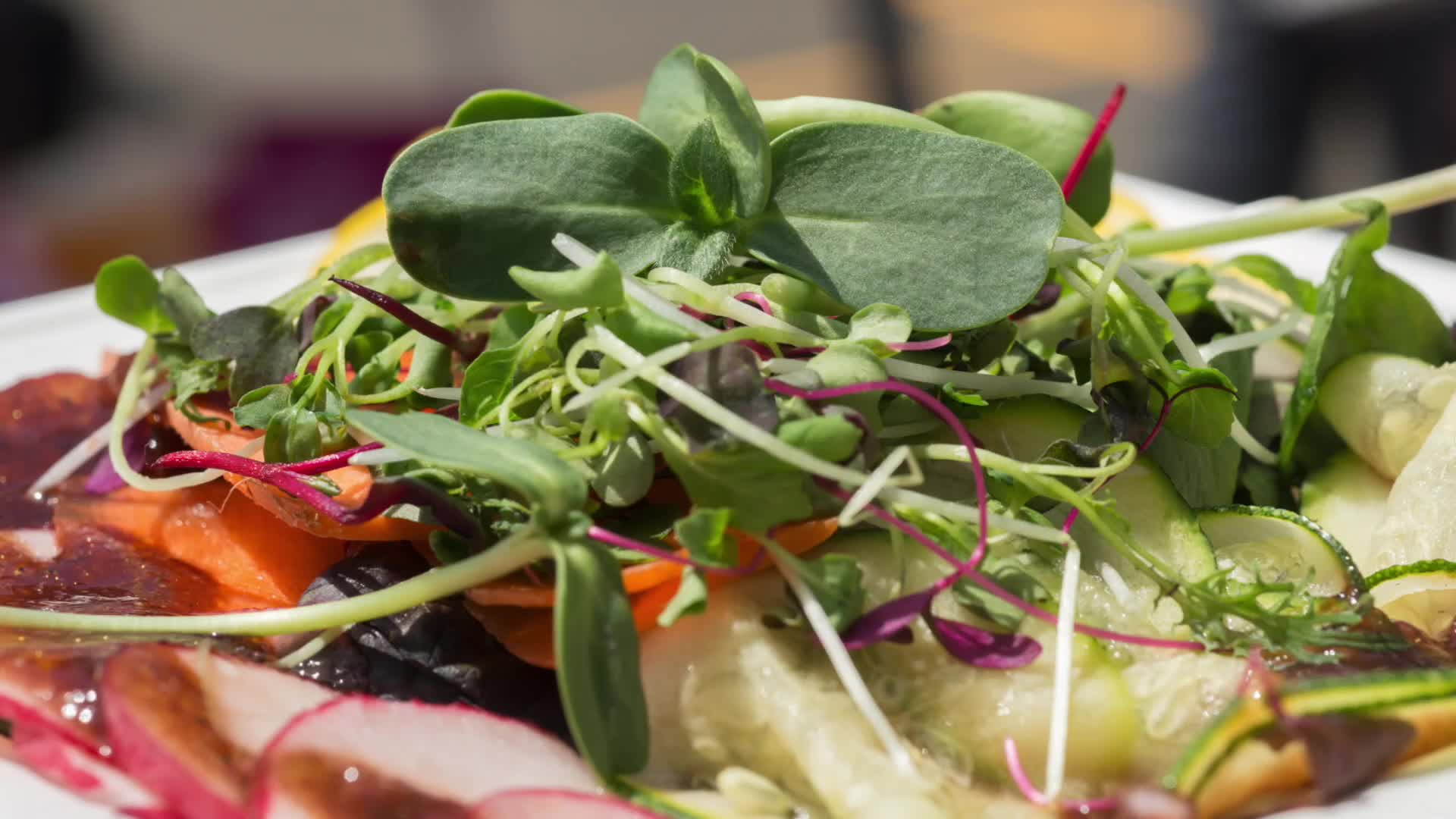
野菜を生のまま食べる習慣がなかった日本にサラダが持ち込まれたのは、第二次世界大戦後のことである。

## 悪影響
食べ物に不自由なく生活ができる飽食の時代は、人間にとって有益である反面、飽食の悪影響も指摘される。
その一つは、食への関心が低くなることで、「おいしい」と感じながら食事を味わうことが減り、食への感動は薄れ、脳への刺激も減少する。その結果、好き嫌いが増え栄養が偏り、ひいては性格の形成にも悪影響を及ぼすようになった。